# Francis Ambrière

Francis Ambrière

Francis Ambrière  (* 27. September 1907 in Paris; † 1. Juli 1998) war ein französischer Schriftsteller und Romanist.

## Leben und Werk
Ambrière ging in Dijon zur Schule und studierte an der Universität Dijon. Von 1935 bis 1939 war er Mitarbeiter der Zeitschrift Les Nouvelles littéraires. Seine Erlebnisse in deutscher Kriegsgefangenschaft verarbeitete er zu dem Roman Les Grandes Vacances 1939-1945, der 1946 den Prix Goncourt des Jahres 1940 erhielt. Von 1946 bis 1972 war er im Verlag Hachette Herausgeber der Reihe Guide bleus (deutsch Die Blauen Führer).
Ambrière war ein Kenner der französischen Theatergeschichte. Er wurde 1989 korrespondierendes Mitglied der Académie des sciences morales et politiques. Er war Offizier der Ehrenlegion.
Francis Ambrière war verheiratet mit der romanistischen Literaturwissenschaftlerin Madeleine Ambrière-Fargeaud.

## Werke (Auswahl)

### Als Autor
Biographien
- Joachim du Bellay. 8. Aufl. Firmin-Didot, Paris 1930 (EA Paris 1930).
- Le favori de François Ier. Gouffier de Bonnivet, amiral de France; Chronique des années 1489–1525 (Le rayon d'histoire). Hachette, Paris 1947 (EA Paris 1936).
- Le Siècle des Valmore. Marceline Desbordes-Valmore et les siens. Éditions du Seuil, Paris 1987 (2 Bde.)

1. 1786–1840. 1987.
2. 1840–1892. 1987.

- Mademoiselle Mars et Marie Dorval. Au théâtre et dans la vie. Éditions du Seuil, Paris 1992, ISBN 2-02-015963-5.
- Talma ou L'histoire au théâtre. Édition de Fallois, Paris 2007, ISBN 978-2-87706-638-9 (zusammen mit Madeleine Ambrière)

Gedichte
- Parmi les fleurs et la lumière. Éditions du Fleuve, Lyon 1926

Romane
- Le Solitaire de la Cervara. Paris 1946.

Sachbücher
- La Vie secrète des grands magasins. Aspects du temps présent. Édition Œuvre Françaises, Paris 1938 (EA Paris 1932).
- La galerie dramatique, 1945–1948. Le théâtre français depuis la libération. Corrêa, Paris 1949.
- Le Maroc (Escale du monde; Bd. 4). Les Document d'Art, Monaco 1952.

### Als Herausgeber
- Gustave Flaubert: Madame Bovary. Salammbô. L'Éducation sentimentale. La Tentation de saint Antoine. Trois contes. Bouvard et Pécuchet. Correspondance. Brodard & Taupin, Paris 1937 (jeweils nur in Auszügen)
- Les plus belles lettres de Alfred de Vigny. Calman-Lévy, Paris 1963.